# Bromoxynil
Bromoxynil (systematický název 3,5-dibrom-4-hydroxybenzonitril) je organická sloučenina, derivát benzenu obsahující dva atomy bromu (patří tedy mezi organobromidy), hydroxylovou a nitrilovou skupinu. Používá se jako herbicid, například pod značkami Brominal, Bromotril, Bronate, Buctril, Certrol B, Litarol, M&B 10064, Merit, Pardner, Sabre nebo Torch. Používá se pro likvidaci jednoletých plevelných listnatých dřevin. Je zvláště účinný pro ničení plevele v obilí, kukuřici, čiroku, cibuli, lnu, mátě, trávě a na neobdělávané půdě. Působí inhibicí fotosyntézy. Smrtelná dávka pro savce je 60 - 600 mg/kg, při dávkách nad 30 mg/kg byla u potkanů a králíků pozorována teratogenita. Mezi chronické účinky u člověka při expozici delší než 1 rok patří podle jednoho dokumentovaného případu ztráta hmotnosti, horečka, zvracení, bolest hlavy a problémy s močením. Bromoxynil je klasifikován jako vysoce toxický a jako toxický pro reprodukci.
V oblasti Velkých planin v Kanadě se široce používá k ochraně obilí. Průměrné hladiny v pitné vodě byly okolo 1 ng/dm3, ovšem v jednom případě bylo detekováno až 384 ng/dm3. Úrovně bromonyxilu byly konzistentně nižší než u několika dalších testovaných pesticidů a bylo zjištěno, že podléhají větší redukci ve vodě než u jiných testovaných látek.
Bromoxynil se v půdě snadno rozkládá s poločasem okolo dvou týdnů. Perzistence se zvyšuje u půd s vyšším obsahem jílu nebo organické hmoty, což napovídá, že má tato sloučenina za uvedených situací sníženou biodostupnost pro mikroorganismy. Za aerobních podmínek v půdách nebo čistých kulturách si produkty degradace bromoxynilu často ponechávají původní bromové skupiny. U herbicidu a jednoho z jeho běžných degradačních produktů (kyselina 3,5-dibrom-4-hydroxybenzoová) se ukázalo, že podléhají metabolické reduktivní dehalogenaci mikroorganismy Desulfitobacterium chlororespirans.